# 山形政昭
山形 政昭（やまがた まさあき、1949年 - ）は、建築史家、建築家。大阪芸術大学芸術学部建築学科教授。工学博士。専門分野は、建築史、建築計画学。

## 経歴
大阪府大阪市に生まれる。大阪府立住吉高等学校卒業、京都工芸繊維大学工芸学部建築学科卒業、同大学院修士課程修了。大学院では、建築史学教室にて中村昌生に学ぶ。東京大学にて工学博士の学位を取得。1974年、大阪芸術大学芸術学部建築学科助手。助教授を経て、1998年、教授。主な研究分野は、日本の近代建築および和洋の住宅建築、とくにウィリアム・メレル・ヴォーリズの建築。
ヴォーリズ建築文化全国ネットワーク幹事を務める。また、住宅の設計も行う。

## 著書
- 『ヴォーリズの住宅 - 伝道されたアメリカンスタイル』 住まいの図書館出版局〈住まい学大系11〉、1988年 ISBN 4795208883
- 『ヴォーリズの建築 - ミッション・ユートピアと都市の華』 創元社、1989年 ISBN 4422501232
- 『ヴォーリズの西洋館 - 日本近代住宅の先駆』 淡交社、2002年 ISBN 4473018903
- 『ヴォーリズ建築の100年』（監修） 創元社、2008年 ISBN 9784422501246
- 『大阪の近代建築と企業文化』（共著） ブレーンセンター〈新なにわ塾叢書2〉、2009年 ISBN 483390702X
- 吉田与志也共著『ウィリアム・メレル・ヴォーリズ - 失意も恵み』 ミネルヴァ書房〈ミネルヴァ日本評伝選〉、2021年